# Открытый чемпионат США по теннису 2009
Открытый чемпионат США по теннису 2009 года — 129-й розыгрыш ежегодного профессионального теннисного турнира серии Большого шлема, проводящегося в американском городе Нью-Йорк на кортах местного Национального теннисного центра. Традиционно выявляются победители соревнования в девяти разрядах: в пяти — у взрослых и четырёх — у старших юниоров.
В 2009 году матчи основных сеток прошли с 31 августа по 13 сентября. Соревнование традиционно завершало сезонов турниров серии в рамках календарного года. В 6-й раз подряд турниру предшествовала бонусная US Open Series для одиночных соревнований среди взрослых, шестёрка сильнейших по итогам которой, исходя из своих результатов на Открытом чемпионате США, дополнительно увеличивала свои призовые доходы.
Прошлогодние победители среди взрослых:
- в мужском одиночном разряде —  Роджер Федерер
- в женском одиночном разряде —  Серена Уильямс
- в мужском парном разряде —  Боб Брайан и  Майк Брайан
- в женском парном разряде —  Кара Блэк и  Лизель Хубер
- в смешанном парном разряде —  Кара Блэк и  Леандер Паес

## US Open Series
| Поз. | Теннисист              | Очков | US Open 2009 | Бонусные призовые |
| ---- | ---------------------- | ----- | ------------ | ----------------- |
| 1    | Сэм Куэрри             | 175   | 3-й раунд    | $ 40 000          |
| 2    | Энди Маррей            | 145   | 4-й раунд    | $ 35 000          |
| 3    | Хуан Мартин дель Потро | 140   | Титул        | $ 250 000         |

| Поз. | Теннисистка      | Очков | US Open 2009 | Бонусные призовые |
| ---- | ---------------- | ----- | ------------ | ----------------- |
| 1    | Елена Дементьева | 170   | 2-й раунд    | $ 25 000          |
| 2    | Флавия Пеннетта  | 140   | 1/4 финала   | $ 62 500          |
| 3    | Елена Янкович    | 140   | 2-й раунд    | $ 6 250           |

## Соревнования

### Взрослые

#### Мужчины. Одиночный турнир
Хуан Мартин дель Потро обыграл  Роджера Федерера со счётом 3-6, 7-6(5), 4-6, 7-6(4), 6-2.
- представитель Аргентины выигрывает американский турнир впервые за 32 года.
- представитель Аргентины выигрывает турнир Большого шлема впервые за 22 соревнования.

#### Женщины. Одиночный турнир
Ким Клейстерс обыграла  Каролину Возняцки со счётом 7-5, 6-3.
- Клейстерс выигрывает 1-й турнир в сезоне и 2-й за карьеру на соревнованиях серии Большого шлема.
- Возняцки уступает свой дебютный финал на соревнованиях серии.

#### Мужчины. Парный турнир
Лукаш Длоуги /  Леандер Паес обыграли  Махеша Бхупати /  Марка Ноулза со счётом 3-6, 6-3, 6-2.
- Длоуги выигрывает свой 2-й титул на соревнованиях серии за карьеру.
- Паес выигрывает свой 2-й титул в сезоне и 6-й за карьеру на соревнованиях серии.

#### Женщины. Парный турнир
Винус Уильямс /  Серена Уильямс обыграли  Кару Блэк /  Лизель Хубер со счётом 6-2, 6-2.
- сёстры выигрывают свой 3-й титул в сезоне и 10-й за карьеру на соревнованиях серии.
- впервые за пять лет хоть одна теннисистка выиграла сразу три соревнования серии в течение календарного года.

#### Микст
Карли Галликсон /  Тревис Пэрротт обыграли  Кару Блэк /  Леандра Паеса со счётом 6-2, 6-4.
- мононациональная американская пара выигрывает домашний турнир Большого шлема впервые за три года.
- три из четырёх титулов на соревнованиях серии в сезоне-2009 достались мононациональным парам.

### Юниоры

#### Юноши. Одиночный турнир
Бернард Томич обыграл  Чейза Башанана со счётом 6-1, 6-3.
- Томич выигрывает свой 1-й титул в сезоне и 2-й за карьеру на соревнованиях серии.
- Представитель Австралии побеждает на американском турнире впервые за 25 лет.

#### Девушки. Одиночный турнир
Хезер Уотсон обыграла  Яну Бучину со счётом 6-4, 6-1.
- Представительница Великобритании впервые побеждает на американском турнире.
- Представительница Великобритании побеждает на соревновании серии впервые за пять турниров.

#### Юноши. Парный турнир
Се Чжэнпэн /  Мартон Фучович —  Жюльен Обри /  Адриен Пюже — 7-6(5), 5-7, [10-1].
- Представитель Венгрии побеждает на соревновании серии впервые за 26 турниров.
- Се выигрывает свой 1-й титул в сезоне и 3-й за карьеру на соревнованиях серии.

#### Девушки. Парный турнир
Марина Заневская /  Валерия Соловьёва обыграли  Елену Богдан /  Ноппаван Летчивакан со счётом 1-6, 6-3 [10-7].
- Представительница России побеждает на соревновании серии впервые за семь турниров.
- Представительница Украины побеждает на соревновании серии впервые за 37 турниров.